# Louise Reiss
Louise Marie Zibold Reiss (Nova Iorque, 23 de fevereiro de 1920 - Pinecrest, 1 de janeiro de 2011) foi uma médica norte-americana.

## Biografia
Reiss coordenou o que ficou conhecido como Baby Tooth Survey, em que os dentes decíduos de crianças da cidade de St. Louis, no estado do Missouri, nascidas nas décadas de 1950 e 1960 foram coletados e analisados durante um período de 12 anos. Os resultados da pesquisa mostraram que as crianças nascidas depois de 1963 apresentavam níveis de estrôncio-90 em seus dentes que foram 50 vezes maiores do que os encontrados em crianças nascidas antes do advento do teste atômico realizado. Os resultados ajudaram a convencer o presidente dos EUA, John F. Kennedy, para assinar o Tratado de Interdição Parcial de Ensaios Nucleares com o Reino Unido e a União Soviética.